# Batalla de Watling Street
La batalla de Watling Street fou un fet d'armes esdevingut el 60 o el 61 a la província romana de Britànnia, que integrava els territoris que avui formen la Gran Bretanya, excepte Escòcia. La batalla va enfrontar a una aliança de tribus dirigides per la reina dels icens, Boudica, contra els exèrcits romans estacionats a la província, comandats pel governador Gai Suetoni Paulí. Aquest enfrontament va marcar la fi de la resistència a la dominació romana a la part sud de Britànnia fins a l'any 410.
No es coneix la localització precisa de la batalla, però la majoria dels historiadors la ubiquen entre Londínium, l'actual Londres i Viroconium, avui Wroxeter (Shropshire), en la ruta que actualment es coneix com a Watling Street i que ha acabat donant nom a la batalla. Aquesta denominació és anacrònica, a més de ser una mica especulativa, ja que l'actual nom de la via romana es va originar en l'època anglosaxona.

## Antecedents

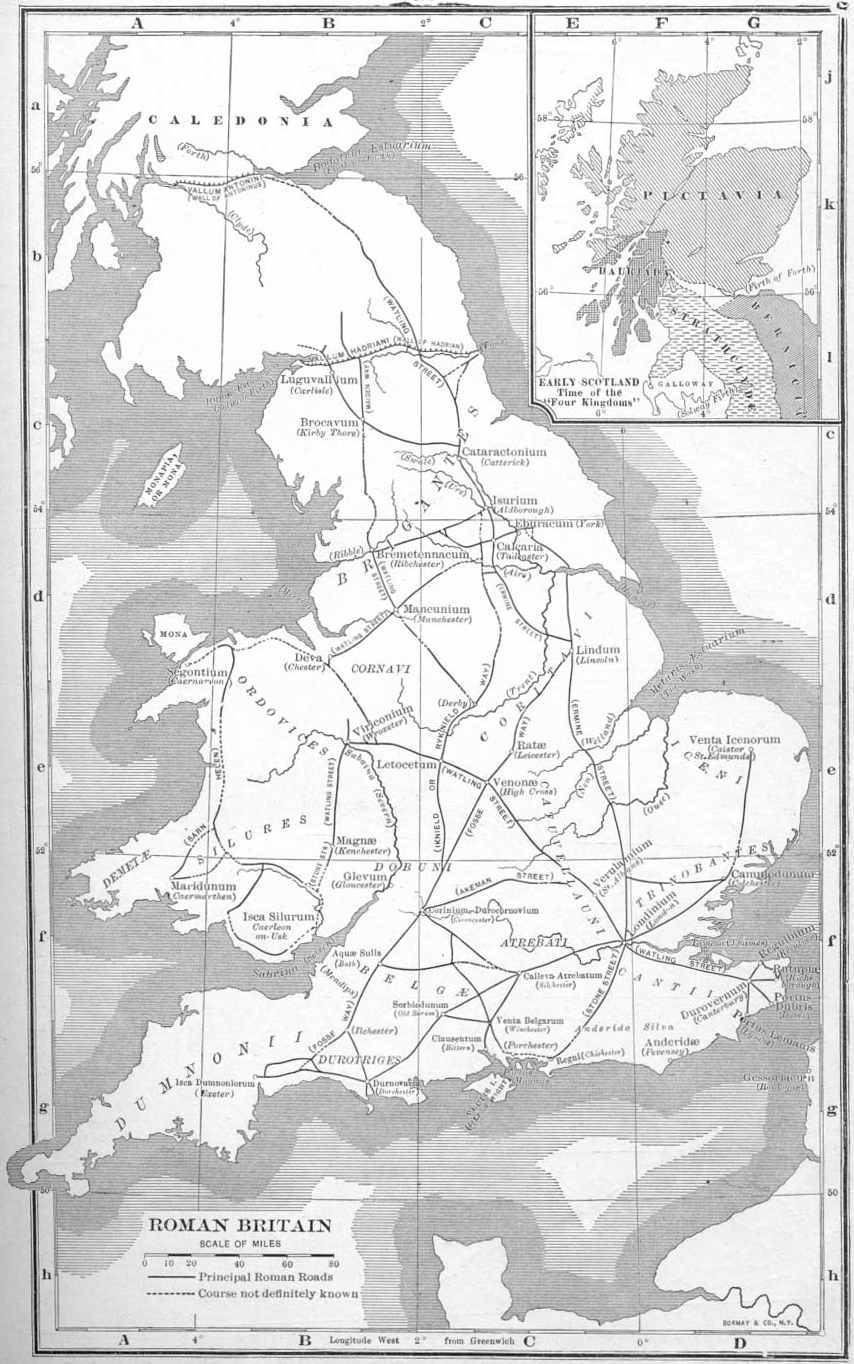
Principals assentaments i calçades de Britannia.

Des que en els anys 55 aC i 54 aC Juli Cèsar desembarqués al capdavant de les seves tropes a les Illes Britàniques, no s'havia realitzat cap intent d'annexionar Britànnia a l'imperi romà. No obstant això, l'any 43, l'emperador Claudi va ordenar al general Aule Plauci prendre l'illa. L'exèrcit romà, liderat per Plauci, va envair el sud-est de Britànnia, començant d'aquesta manera la conquesta romana de Britànnia. L'ocupació de l'esmentat territori es va produir de manera gradual; mentre determinades tribus hostils eren derrotades, d'altres van romandre nominalment independents en qualitat d'aliats de l'Imperi.
Un d'aquests pobles aliats era el dels icens, assentat a l'actual regió de Norfolk. El seu rei, Prasútag, va pensar garantir la seva independència reconeixent en el seu testament com a hereu de les seves terres, al costat de les seves filles, l'emperador romà. Tanmateix en morir el rei, al voltant de l'any 61, la seva última voluntat va ser ignorada. Els romans van confiscar les seves terres, van augmentar els tributs sobre els icens i van humiliar greument la seva família; quan la seva vídua, la reina Boudica, va protestar per les accions empreses va ser fuetejada i les seves filles violades.
Quan el governador romà de Britànnia, Gai Suetoni Paulí, es trobava en campanya a l'illa de Mona, actualment Anglesey al nord-oest de Gal·les, els icens, dirigits per Boudica, es van revoltar i van buscar aliats entre les tribus veïnes, trobant ràpidament suport entre els trinovants, l'antiga capital dels quals, Camulodunum, en l'actualitat Colchester, havia estat convertida en una colònia romana de veterans. A més, els romans havien construït a la ciutat un temple en honor de l'emperador Claudi a compte dels nadius, la qual cosa havia augmentat el malestar. Excitats per tots aquests afronts i per l'encesa oratòria de Boudica, els rebels van descendir sobre Camulodunum, que estava indefensa sense murs ni guarnició, i la van destruir, matant tots aquells que no van poder escapar.
Davant de l'inesperat èxit, Boudica i el seu exèrcit es van dirigir llavors a la capital de la província, Londínium, amb la intenció de prendre-la a sang i foc per expulsar els romans. Per protegir la ciutat només hi havia un destacament, una cohort de la Legió IX Hispana, que inicialment es va enviar per parar la rebel·lió. Àmpliament sobrepassats en nombre pels britans, van ser aniquilats en una emboscada, salvant-se tan sols el seu llegat, el futur governador Quint Petili Cerealis i el seu guàrdia personal.
Mentre l'exèrcit de Boudica continuava la seva rebel·lió, atacant Verulàmium, on van procedir d'igual manera que a Camulodunum i Londínium, els romans s'intentaven reorganitzar. Segons Tàcit, Suetoni va reunir un exèrcit format per un total de 10.000 homes, incloses la Legió XIV Gemina, un vexillatio -destacament compost d'una o dues cohorts- de la Legió XX Valèria Victrix i totes les tropes auxiliars que va poder trobar i va partir a l'encontre de Boudica. La legió II Augusta, situada a prop d'Exeter no va aconseguir reunir-se amb ell. Una quarta legió, les restes de la IX Hispana, va ser enviada a Camulodunum per aixecar el setge i contenir als possibles reforços de Boudica.

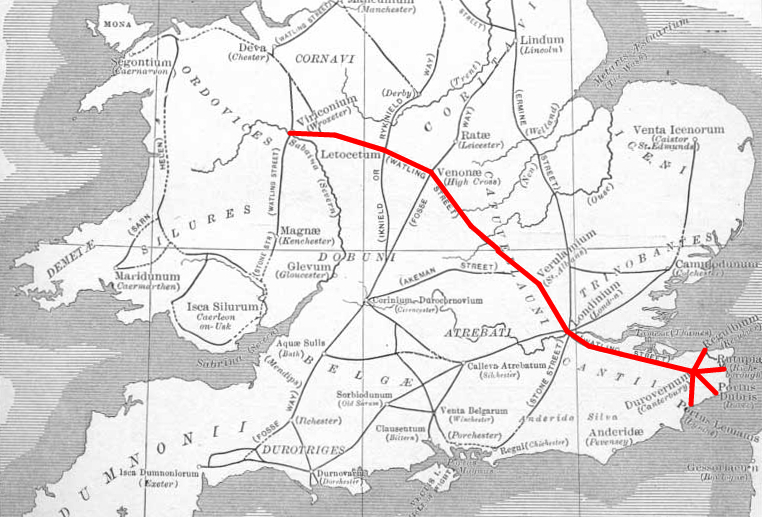
Detall del traçat de la Watling Street

## Localització
La localització exacta del camp de batalla no ha estat facilitada per cap historiador, tot i que Tàcit dona una breu descripció de la batalla: «[Suetoni] va escollir un estret congost, tancat a la part posterior per un bosc i a la davantera per una extensa plana». Si bé han estat suggerits una gran varietat de llocs, sense un acord total, sí que existeix consens sobre el fet que l'atac de l'exèrcit brità es va produir des de la zona de Londres cap a la concentració de les forces romanes, en direcció a Cornualles i al país de Gal·les. Una llegenda el situa al camí de Battle Bridge en King's Cross, Londres, però conforme al narrat per Tàcit és poc probable que Suetoni tornés a aquesta ciutat.
La majoria dels historiadors són partidaris d'un lloc a la regió de West Midlands, probablement en algun punt de la calçada romana de Watling Street entre Londínium i Viroconium, (avui Wroxeter a Shropshire), que és actualment l'autopista A5. Altres historiadors inclouen com a ubicacions versemblants: Manduessedum, avui en dia Mancetter (Warwickshire); un lloc proper a High Cross en Leicestershire; una petita depressió en Cuttle Mill, dues milles al sud-est de Lactodorum, l'actual Towcester (Northamptonshire), i un lloc a prop de Kings Norton Metchley Camp a Birmingham (West Midlands). El 2010 es va publicar una evidència que suggeria que el lloc va ser Church Stowe, Northamptonshire, en trobar-se un important jaciment arqueològic amb restes romanes que dataven del mateix període que la batalla. La vall de Kennet, a prop de Silchester, també ha estat un dels llocs suggerits on s'hauria dut a terme la batalla.

## Forces enfrontades
La mida de l'exèrcit de Boudica segons les estimacions modernes era d'uns 50.000 efectius. Segons els historiadors d'aquella època, com Tàcit, els britans eren uns 100.000 i Cassi Dió puja la xifra fins als 230.000; tampoc se sap si aquestes xifres són les dels combatents o les de les tribus senceres posades en marxa, ja que els britans tenien el mateix costum que els germànics: els seus guerrers eren acompanyats al camp de batalla per les dones i els nens. En tot cas, l'exèrcit brità era diverses vegades més gran que el romà, almenys en una proporció de 5 a 1 i, probablement, entre 10 a 1 i 20 a 1.
Les forces romanes eren sense dubte bastant inferiors: la major part de la legió XIV Gèmina i part de la legió XX, amb infanteria i cavalleria auxiliar, el que sumava aproximadament 10.000 homes.

## Batalla

Disposició de la batalla.

Superats en tan gran proporció, Suetoni va buscar acuradament un camp de batalla en el qual les seves tropes poguessin contrarestar la superioritat britana. Per això, va elegir un estret congost tancat pel darrere per un bosc i obert pel davant a una àmplia plana. El congost protegia d'un atac els flancs romans, mentre que el bosc impedia l'aproximació de l'enemic per la rereguarda i l'àmplia plana feia impossible les emboscades. Això va eliminar l'avantatge numèric de Boudica.
Per evitar la primera envestida de les tropes britanes, Suetoni va col·locar la Legió XIV i el vexillatio de la Legió XX en el centre, formades en ordre tancat i duplex acies, a les tropes auxiliars lleugeres les va dividir en dos i va col·locar una meitat al flanc dret i l'altra en l'esquerre de les legions i, finalment, va apostar la cavalleria a les ales.
Els britans van posar els seus carros en forma de mitja lluna al llarg del camp de batalla, des d'on les seves famílies poguessin observar el que ells esperaven que seria una aclaparadora victòria, i la resta dels guerrers, majoritàriament infanteria, van formar una massa indiferenciada al capdavant de la línia de carros. Dos dirigents germànics, Boiorix dels cimbres i Ariovist dels sueus, ja havien adoptat la mateixa formació de combat en les seves batalles contra Gai Mari i Juli Cèsar, respectivament, sent derrotats.

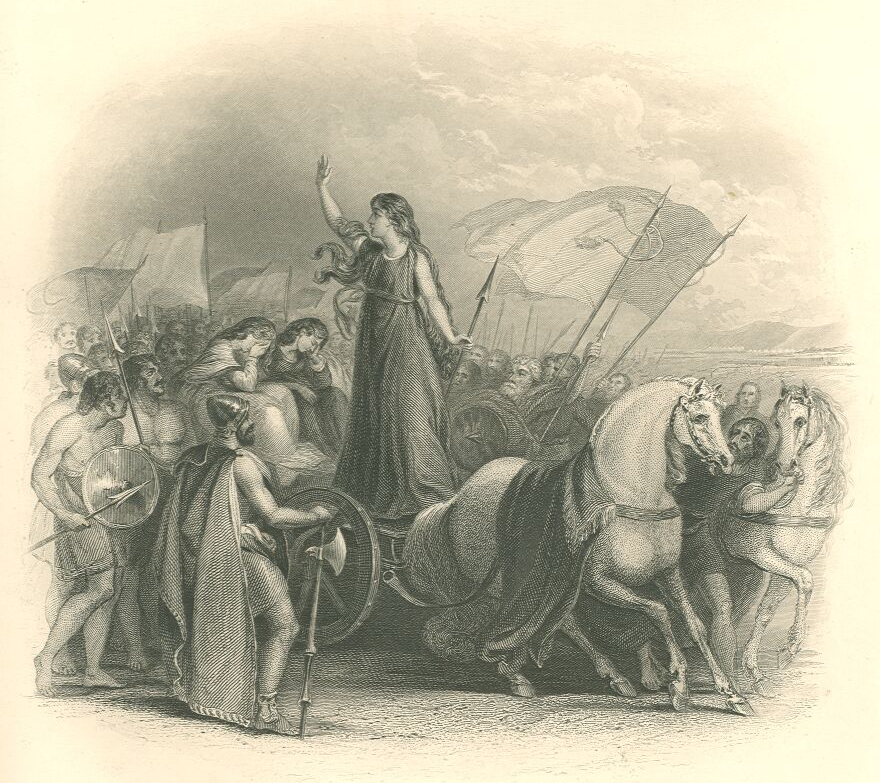
Boudica arengant als britànics

Organitzats els seus exèrcits, els comandants van tractar de motivar els seus soldats. L'historiador romà Tàcit, que va descriure la batalla cinquanta anys després, ens informa del discurs de Boudica a les seves tropes:
| «         | Res està fora del perill de l'arrogància i l'orgull romà. Desfiguraran el que és sagrat i desfloraran les nostres verges. Guanyar la batalla o morir, tal és la meva decisió de dona: allà els homes si volen viure i ser esclaus. | » |
| — Boudica | |   |

Tàcit també va consignar el discurs de Suetoni als seus legionaris:
| «         | Ignoreu els clamors d'aquests salvatges. Hi ha més dones que homes a les seves files. No són soldats i no estan degudament equipats. Els hem vençut abans i, quan vegin el nostre ferro i sentin el nostre valor, cediran al moment. Aguanteu espatlla amb espatlla. Llanceu els pílums i després avanceu, feu caure'ls amb els vostres escuts i acabeu amb ells amb les espases. Oblideu-vos del botí. Tan sols guanyeu i el tindreu tot. | » |
| — Suetoni | |   |

Encara que Tàcit, com molts historiadors de la seva època, era donat a inventar commovedors discursos en aquestes situacions, el de Suetoni és en aquesta ocasió particularment directe i pràctic, la qual cosa li atorga una aparença de versemblança. De fet, el sogre de Tàcit, el futur governador Gneu Juli Agrícola, formava part de l'estat major de Suetoni en aquell moment i el va poder informar amb força exactitud. Segons la versió de Cassi Dió, Suetoni va donar un altre discurs molt diferent, en que ressaltava la conquesta de Britànnia on, tot i ser menors en nombre, aquells primers romans van conquistar l'illa.
Suetoni no tenia intenció d'atacar, sinó que desitjava que fossin els britans els que carreguessin corrent cap a ells, perquè així estarien més cansats que les seves tropes. Després d'una tensa espera, Boudica va ordenar l'atac i les seves tropes, cridant, van avançar corrent a través de la plana i del congost en un massiu atac frontal. A mesura que avançaven, entre les parets del congost, van ser canalitzats en una massa densa i atapeïda; a aproximadament quaranta metres de la línia romana, el seu avenç va ser rebut per salves escalonades de pílums, el venable romà. El pílum estava dissenyat per doblegar-se quan es clavava en un escut, la qual cosa el feia molt difícil d'extreure; així, l'enemic podia elegir entre carregar amb una pesant llança de ferro al seu escut o desfer-se d'ell i lluitar sense aquesta protecció. El dany va ser enorme, ja que molt pocs britans portaven alguna classe d'armadura. A aquesta primera pluja la va seguir una segona, ja que cada romà portava dos pila. Aquesta tàctica va desarmar l'atac llançat pels britans, deixant el front omplert de cossos, en tal quantitat que els atacants van començar a retrocedir en desordre.
Amb els britans a la desbandada, Suetoni va ordenar als seus legionaris i auxiliars avançar en la formació de combat anomenada caput porcinum (cap de porc), en la que el centre del front s'avançava un cos respecte als flancs, de manera que recordava el morro i les orelles d'un porc, i disposats així, carregaven; a més, a una ordre de Suetoni, la cavalleria, amb les llances en rest, es va llançar al galop. Amb una disciplina major, un clar avantatge en armadures i armes, una formació ordenada, més descansats i la victòria a l'abast de la mà, els romans van ser capaços de continuar lluitant amb la mateixa ferocitat del principi.
Els britans havien convertit la retirada en una fugida, però la seva fuga va ser bloquejada pel semicercle format pels carros, per la cavalleria romana que atacava els flancs i per l'avenç de les legions i els auxiliars pel centre: van ser detinguts, assetjats i massacrats. Segons les fonts, els romans van matar no solament els guerrers, sinó també les dones, els nens i, fins i tot, els animals, en el que era pràctica habitual en aixafar una rebel·lió. Tàcit diu que, d'acord amb una estimació, van morir 80.000 britans per només 400 morts entre les tropes romanes. Després de la victòria els romans van esclavitzar els icens que van sobreviure i van destruir els seus aliments per matar de gana aquells que van fugir.

Mapa dels pobles celtes.

## Conseqüències
Es diu que l'emperador Neró es va commocionar tant amb aquests fets que va considerar retirar-se definitivament de Britànnia, però amb la revolta aixafada i després de mostrar als romans la seva contundència en acabar amb les rebel·lions, l'ocupació de Britànnia va continuar. Neró va substituir el governador per Gai Petroni Turpilià, més conciliador, davant del temor que les polítiques punitives portessin més problemes.
Respecte de Boudica, el seu final no és clar, ja que segons Tàcit es va enverinar; tanmateix Cassi Dió explica que va caure malalta, va morir i li va ser donat un luxós enterrament.
La província de Britànnia es mantindria dins dels límits de l'Imperi Romà durant segles, amb uns quants aixecaments de consideració, els protagonitzats pels brigants: el de Venuci, que duria a terme una altra revolta menys documentada, l'any 69 dC, el d'Arvirargus en el 100 i el 105 i, posteriorment, altres aixecaments en el 115, 118 i 154 (l'últim documentat).
Boudica es convertiria, amb el pas dels segles, en una figura venerada a la Gran Bretanya, sobretot en l'època victoriana, una heroïna que va desafiar un poder molt més gran que el seu per conservar la llibertat i un paradigma de les virtuts britàniques.